# رهبانیت مسیحی

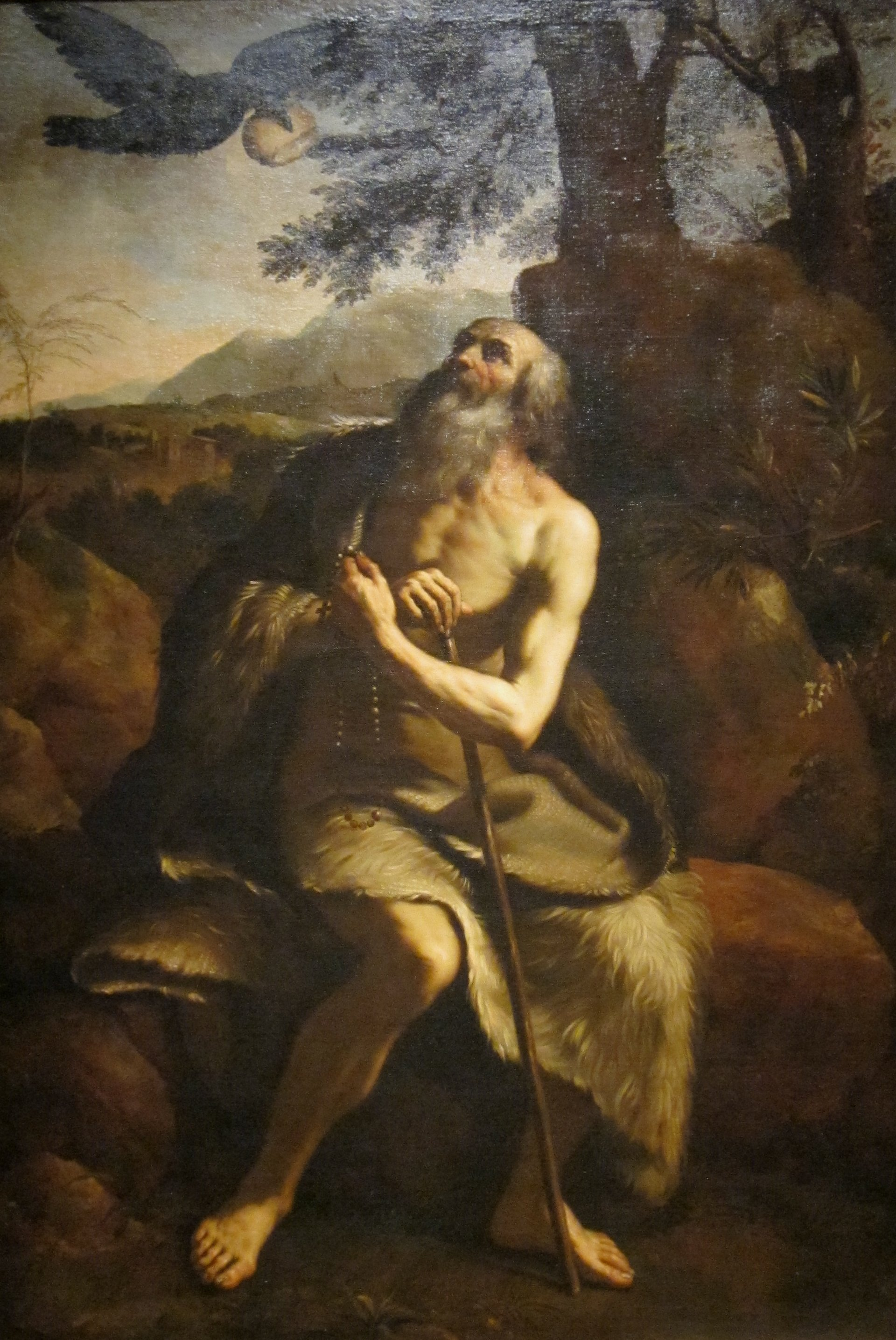
ریاضت طلبی عبادی در صومعه های مسیحیان رهبانیان مسیحی را که با ریاضت عبادت میکردند بوجود آورد.

رهبانیت مسیحی (monachos) عمل عبادی مسیحیان است که به صورت ریاضت‌طلبی و معمولاً زندگی در صومعه‌ای که به عبادت مسیحی اختصاص دارد، زندگی می‌کنند. در اوایل تاریخ کلیسای مسیحی، با الگوبرداری از نمونه‌ها و آرمان‌های کتاب مقدس، از جمله نمونه‌های موجود در عهد عتیق، شروع به توسعه کرد، اما به عنوان یک نهاد در متون مقدس اجباری نشد.